# Hendersonia leptostromatis
Hendersonia leptostromatis är en svampart som beskrevs av Petr. 1954. Hendersonia leptostromatis ingår i släktet Hendersonia och familjen Phaeosphaeriaceae.   Inga underarter finns listade i Catalogue of Life.